# Das Testament des Dr. Mabuse
Das Testament des Dr. Mabuse és una pel·lícula de gàngsters alemanya del 1933, dirigida per Fritz Lang. És una seqüela del film mut de Lang Dr. Mabuse, der Spieler (1922) i presenta molts membres del repartiment de les pel·lícules prèvies de Lang. És protagonitzada per Rudolf Klein-Rogge com a Doctor Mabuse qui es troba en un asil psiquiàtric des d'on redacta frenèticament els seus plans criminals. Quan els plans criminals de Mabuse comencen a ocórrer, l'inspector Lohmann (Otto Wernicke) intenta trobar la solució amb pistes del mafiós Thomas Kent (Gustav Diessl), l'institucionalitzat Hofmeister (Karl Meixner) i el Professor Baum (Oscar Beregi Sr.) qui s'obsessiona amb Dr. Mabuse.
Das Testament des Dr. Mabuse es basa en elements d'una novel·la de Norbert Jacques, creador del personatge de Doctor Mabuse. Va ser la segona pel·lícula sonora de Lang per a Nero-Film i va ser la seva última col·laboració amb la seva esposa i guionista Thea von Harbou. Per promocionar el film a un mercat estranger, Lang en va realitzar una versió en francès amb els mateixos escenaris, però diferents actors, sota el títol Le Testament du Dr. Mabuse.
Amb l'ascens de Adolf Hitler, Joseph Goebbels es va convertir en Ministre de Propaganda i va vetar la pel·lícula a Alemanya en suggerir que la pel·lícula soscavaria la confiança del públic en els seus líders polítics. Les versions en alemany i en francès de la pel·lícula van ser estrenades a Europa, mentre que diverses versions de la pel·lícula van ser presentades als Estats Units amb una recepció mixta amb cada nova versió. La seqüela Die 1000 Augen des Dr. Mabuse, estrenada el 1960, també va ser dirigida per Lang. La recepció moderna ha estat més favorable en les crítiques i el film ha arribat a influenciar a cineastes com Claude Chabrol i Artur Brauner.

## Argument
En una sorollosa impremta, un desafortunat detectiu de la policia anomenat Hofmeister (Karl Meixner) es refugia d'uns criminals. Des d'allí, Hofmeister telefona al seu antic cap, l'inspector Karl Lohmann (Otto Wernicke), a qui li explica frenèticament que ha descobert una immensa conspiració criminal. Abans de revelar la identitat del criminal, les llums s'apaguen, se senten trets i Hofmeister és portat a la bogeria: desapareix només per a aparèixer més tard cantant cada vegada que sent que és observat. Després, és reclòs en l'asil psiquiàtric del professor Baum.
El Professor Baum (Oscar Beregi, Sr.) presenta el cas paral·lel del dr. Mabuse (Rudolf Klein-Rogge), un important criminal i hipnotitzador que deu anys abans es va tornar boig. Mabuse passa els seus dies escrivint frenèticament plans detallats de crims, al mateix temps que una banda de delinqüents està cometent crims d'acord amb "els plans del Doctor", a qui consulten només darrere d'una cortina. Quan el col·lega de Baum, el Dr. Kramm (Theodor Loos), descobreix per casualitat que els recents crims reflecteixen els escrits de Mabuse, Kramm acaba sent crivellat per l'escamot d'execució de la banda de delinqüents, Hardy i Bredow. Una pista esbossada en un vidre en l'escena del crim de Hofmeister porta a Lohmann a sospitar de Mabuse. En arribar a l'asil, Baum revela que Mabuse ha mort. Quan Lohmann parla amb menyspreu de Mabuse el Criminal, Baum s'expressa emfàticament sobre "Mabuse el Geni".
Baum continua estudiant els escrits de Mabuse i sembla dialogar amb un rostre fantasmal del dr. Mabuse. L'esperit de Mabuse parla sobre un "regne il·limitat del crim" i es fusiona amb la silueta del Professor. Aquesta mateixa nit, el Mabuse amagat es reuneix amb sectors de la seva organització per a preparar diversos crims, com ara un atac a una planta química, el robatori d'un banc, frau, enverinament d'aigua i destrucció de collites. Un dels membres de la banda, Thomas Kent (Gustav Diessl) es debat entre el seu comportament criminal al qual va ser portat per la seva necessitat de diners i el seu amor per una jove anomenada Lilli (Wera Liessem). En una trobada amb Lilli, Kent li confessa el seu passat i la seva actual situació. Tots dos decideixen informar la policia, però són segrestats i tancats a la sala de reunions amb la cortina utilitzada per Mabuse. El Mabuse amagat anuncia la seva mort quan ells descobreixen que la cortina només amaga un altaveu i una bomba de temps. Després de diversos intents fallits per a escapar, inunden el lloc i s'alliberen.
Mentrestant, la policia està voltant un pis on es trobaven diversos membres de la banda, incloent Hardy i Bredow. Després d'un tiroteig, Hardy se suïcida i els altres gàngsters es rendeixen. Com Bredow atesta que van assassinar al dr. Kramm en el veïnatge de l'asil, Lohmann arregla un acarament entre els delinqüents i el Professor, que finalment no és decisiva. La reacció de sorpresa de Baum enfront de l'arribada de Kent i Lilli aixeca sospites en Lohmann. Lohmann i Kent visiten l'asil, on descobreixen que Baum és l'home darrere de la cortina que ha planejat un atac a una planta química aquesta nit. Lohmann i Kent acudeixen a la planta al moment de la seva explosió i descobreixen a Baum observant l'escena des de lluny. Baum escapa a l'asil sent perseguit per Lohmann i Kent. L'esperit de Mabuse porta a Baum a la cel·la de Hofmeister, on es presenta a si mateix com dr. Mabuse, traient a Hofmeister del seu xoc. Baum intenta assassinar a Hofmeister, però és detingut per guàrdies, just quan arriben Lohmann i Kent. L'escena final mostra a un Baum boig en la cel·la trencant a trossos els escrits de Mabuse.

## Repartiment
- Rudolf Klein-Rogge com Dr. Mabuse
- Otto Wernicke com Inspector Lohmann.
- Karl Meixner com Detectiu Hofmeister.
- Oscar Beregi Sr. com Professor Baum
- Theodor Loos com Dr. Kramm
- Gustav Diessl com Thomas Kent.
- Wera Liessem com Lilli.
- Rudolf Schündler com Hardy.
- Oskar Höcker com Bredow.
- Theo Lingen com Karetzki.
- Hadrian Maria Netto com Nicolai Griforiew.
- Camilla Spira com Juwelen-Anna.
- Georg John com el servent de Baum.

## Producció

### Desenvolupament
Norbert Jacques va escriure els llibres originals de Doctor Mabuse en l'estil d'uns altres thrillers en la Europa de l'època, com ara els personatges de Nick Carter, Fantômas i Fu Manchú. Jacques va afegir característiques d'aquests llibres per a incloure crítiques a la República de Weimar. En 1930, Jacques va ser abordat per un productor de cinema per a desenvolupar una història per a una nova pel·lícula sobre dr. Mabuse amb una vilana, la qual cosa va portar al fet que Jacques comencés a escriure una nova novel·la titulada La colònia de Mabuse. En la novel·la, un personatge anomenat Frau Kristine obté una còpia del testament de Mabuse que esbossa plans per a un món futur de terrorisme i crim que ella segueix.
Per a aquesta època, Fritz Lang i la seva esposa Thea von Harbou estaven produint la pel·lícula M. Von Harbou i Lang eren amics de Jacques des de la creació de la primera pel·lícula de Mabuse, Dr. Mabuse, der Spieler, i anaven de vacances junts. Lang li va demanar a Jacques ajuda per al guió cinematogràfic de M i suggeriments per a un nou projecte sobre Mabuse. Jacques va enviar a Lang la seva obra inacabada La colònia de Mabuse. Lang va prendre la idea del testament de Mabuse de la història i va començar a treballar en una sinopsi de la qual es convertiria en El testament del Dr. Mabuse.
A partir de la sinopsi que Lang va proposar, Jacques va signar un contracte al juliol de 1931 perquè la pel·lícula fos escrita per von Harbou i dirigida per Lang sobre la base de la pròpia sinopsi de Lang. La pel·lícula va ser estrenada en conjunt amb el llibre de Jacques. Les contribucions de Jacques no són esmentades en els crèdits de la pel·lícula. El testament del Dr. Mabuse és una seqüela directa de Dr. Mabuse, der Spieler i està relacionada amb la pel·lícula M que presenta al personatge de l'inspector Lohmann.

### Preproducció
Molts membres del repartiment i de l'equip havien treballat amb Lang en les seves pel·lícules anteriors. Rudolf Klein-Rogge va tornar per interpretar el Dr. Mabuse com va fer a Dr. Mabuse, der Spieler. Klein-Rogge va actuar a les pel·lícules anteriors de Lang, com ara Der müde Tod, Die Nibelungen, Metròpolis i Spione. Otto Wernicke torna a fer d'inspector Lohmann a la M de Lang. Klaus Pohl interpreta l'ajudant de Lohmann, Müller. Pohl va actuar a Frau im Mond de Lang i en un paper no acreditat a M.
Das Testament des Dr. Mabuse va ser la segona pel·lícula de Lang per a la companyia Nero-Film i el productor Seymour Nebenzal. La pel·lícula seria l'última col·laboració cinematogràfica entre Lang i la seva dona Thea von Harbou, que havia treballat amb Lang en tots els seus esforços de direcció des de Der müde Tod. La relació de Lang amb von Harbou s'estava acabant i els dos van presentar els documents de divorci durant 1933. El director de fotografia Fritz Arno Wagner va tornar a treballar amb Lang. Els seus crèdits cinematogràfics junts inclouen M, Spione i Der müde Tod.

### Rodatge
Lang va filmar El testament del Dr. Mabuse a finals de 1932 i principis de 1933, amb ganes de veure la pel·lícula a tot el món. A la seva pel·lícula, on es necessiten armes, focs o explosions, Lang utilitzava sovint armes reals. A l'escena inicial, durant un tall d'electricitat, un actor d'acrobàcies va fer el joc d'armes. El director de fotografia Fritz Arno Wagner va declarar que va passar la major part de la producció en estat de pànic a causa de la manera com Lang posava en perill la seva tripulació. La pel·lícula generalment es filma amb un estil realista amb a excepció de les aparicions fantasmals de Mabuse al llarg de la pel·lícula. Lang va admetre més tard en entrevistes que si pogués tornar a fer la pel·lícula, no hauria inclòs aquestes escenes sobrenaturals.
Wagner va filmar les escenes de l'explosió a la fàbrica en localitgzació durant la nit. Aquestes escenes d'explosió van ser les primeres escenes de la pel·lícula que es van filmar abans de tornar a l'estudi per filmar la resta de la pel·lícula. L'equip de filmació va tenir tres setmanes per preparar-se per a l'escena de la fàbrica netejant arbres i introduint-hi alguns arbres artificials que coincidís amb la idea de Lang per a l'escena. L'explosió va ser provocada pel mateix Lang.
Durant els primers anys de les pel·lícules sonores abans del doblatge i Subtítols, una manera de presentar una pel·lícula a un públic estranger era gravar la pel·lícula amb un guió traduït amb repartiment en llengua estrangera. Com que es tractava d'un procediment costós i que consumia molt de temps, la majoria de cineastes que ho feien acostumaven a fer només un idioma alternatiu. El productor Seymour Nebenzal va considerar que la creació d'aquesta versió alternativa milloraria les vendes internacionals de The Testament of Dr. Mabuse. El guió en francès va ser adaptat per René Sti. Lang parlava fluidament francès i va dirigir El Testament del Dr. Mabuse tant en francès com en alemany. L'actor Karl Meixner va interpretar a Hofmeister en ambdues versions de la pel·lícula ja que era bilingüe. Rudolf Klein-Rogge també apareix com a Mabuse a la versió francesa amb les seves línies doblades. La versió francesa, titulada Le Testament du docteur Mabuse, va ser editada per Lothar Wolff a França mentre la pel·lícula encara estava en producció.

### Postproducció
Per a la pel·lícula, Lang va encarregar a un compositor per primera vegada. Hans Erdmann va crear el tema d'obertura i la música sonada durant la bogeria del professor Baum. La banda sonora de la pel·lícula és enganyosa. Igual que a la M de Lang, la música i el so de la pel·lícula són una barreja subtil de silenci real amb música que l'acompanya i efectes de so més o menys realistes. Lang va treballar amb el seu editor Conrad von Molo directament en el procés de postproducció. Lang era conegut per fer pel·lícules molt llargues i per adaptar-se a les modes estrangeres, l'editor Lothar Wolff va ser contractat per escurçar la versió en francès. Aquesta versió elimina parts de la subtrama romàntica entre Lilli i Kent.

## Estrena

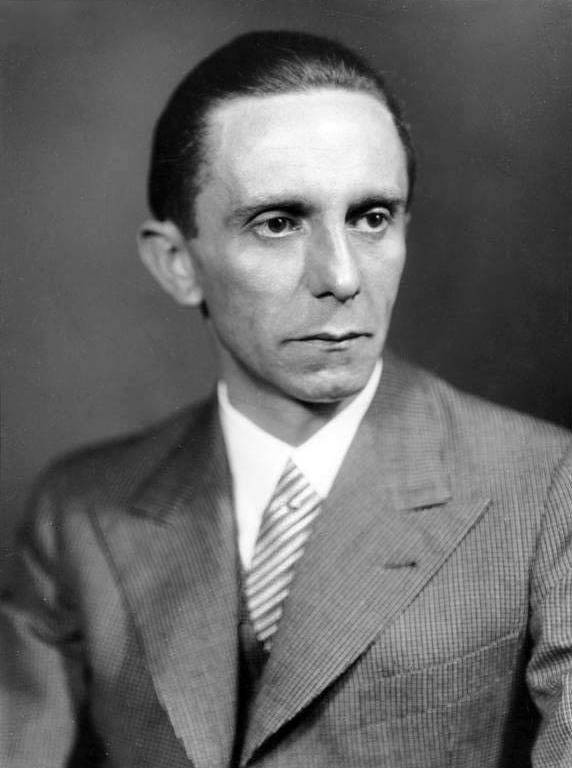
Joseph Goebbels (a la foto) va retenir la publicació del Testament des Dr. Mabuse, afirmant que la pel·lícula "va demostrar que un grup extremadament dedicat de persones és perfectament capaç d'enderrocar qualsevol estat amb violència".

La pel·lícula estava programada per estrenar-se el 24 de març de 1933 a l'UFA-Palast am Zoo, el mateix teatre que va acollir l'estrena original de Dr. Mabuse der Spieler el 1922. Adolf Hitler va arribar al poder a finals de gener de 1933, i el 14 de març va establir el nou Ministeri d'Il·lustració Pública i Propaganda dirigit per Joseph Goebbels. Lang no havia acabat d'editar la pel·lícula i no tindria una impressió perquè Goebbels la visualitzés fins al 23 de març. Després d'una projecció de Goebbels, va declarar que l'estrena es retardaria per motius tècnics. Goebbels va organitzar una reunió a casa seva entre ell, Lang i diversos cineastes alemanys sobre discussions sobre quines pel·lícules estarien permeses per la censura nazi. Goebbels es va referir a les pel·lícules de Lang com l'estil que Hitler volia per a l'Alemanya nazi.
El 30 de març, el Ministeri de Propaganda va prohibir Das Testament des Dr. Mabuse com una amenaça per a la salut i la seguretat públiques. Goebbels va declarar que no acceptaria la pel·lícula, ja que "mostrava que un grup extremadament dedicat de persones és perfectament capaç d'enderrocar qualsevol estat amb violència". Durant la dècada de 1940, Lang va declarar que es va produir una reunió entre Goebbels i ell mateix, en la qual, en particular, Goebbels va expressar la seva admiració per la pel·lícula de Lang de 1927 Metropolis. Goebbels va expressar el desig que Lang treballés per a ell per crear pel·lícules per als nazis. Aquesta oferta va fer que Lang abandonés Alemanya i anés a França aquella mateixa nit. El Diari de Goebbels no fa menció d'aquesta reunió i el passaport de Lang també mostra que no va marxar fins al juny i va fer diversos viatges entre França i Alemanya al llarg de 1933.
La versió alemanya de Das Testament der Dr. Mabuse es va estrenar el 21 d'abril de 1933 a Budapest, Hongria amb una durada de 124 minuts. La versió en francès es va distribuir per Europa. La versió francesa amb subtítols en anglès va ser llançada als Estats Units l'any 1943 amb el títol The Last Will of Dr. Mabuse. L'any 1951, la versió alemanya es va publicar en una versió de 75 minuts amb el títol Els crims del Dr.Mabuse que presentava un doblatge en anglès. Els subtítols en anglès de l'estrena de 1943 i el doblatge de 1952 van afegir al·lusions a Adolf Hitler que no formaven part del guió original. Das Testament des Dr. Mabuse es va mostrar públicament per primera vegada a Alemanya el 24 d'agost de 1961, amb una durada de 111 minuts. El 1973, la versió alemanya sense editar de la pel·lícula es va estrenar als Estats Units amb el títol Thr Testament of Dr. Mabuse amb subtítols en anglès.
En un «Screen Forward» per l'estrena americana, Lang va escriure:
| « | La pel·lícula es va fer com una al·legoria per mostrar els processos de terrorisme de Hitler. Els eslògans i doctrines del Tercer Reich s'han posat en boca dels criminals a la pel·lícula. Així, esperava exposar la teoria nazi emmascarada de la necessitat de destruir deliberadament tot allò que és preciós per a un poble. […] Aleshores, quan tot s'ensorrava i es trobaven desesperats, intentaven trobar ajuda en el «Nou ordre». | » |

El crític cultural alemany Siegfried Kracauer, al seu llibre From Caligari to Hitler (1947), va comentar que el comentari de Lang «fa olor de retrospectiva», però la seva pròpia anàlisi de la pel·lícula indica que «presagia pràctiques nazis» i revela retroactivament Dr. Mabuse der Spieler, la primera pel·lícula de Mabuse de Lang, va ser «una d'aquestes premonicions profundes que es van estendre per la pantalla alemanya posterior a la Primera Guerra Mundial». Tot i així, malgrat la prohibició nazi de la pel·lícula, Kracauer dubta que l'espectador de cinema alemany mitjà hagi vist l'analogia entre l'elaborada organització criminal de Baum/Mabuse i els nazis.

### Recepció
El 1938, Goebbels va escriure que en mirar la pel·lícula li va sorprendre «la representació l'avorrida, la construcció tosca i la inadequació de la interpretació». Malgrat la declaració de Goebbels, presentava la pel·lícula sense censura de tant en tant en sales de projecció privades per a amics personals propers. A l'estrena francesa, The New York Times va escriure que «És la versió francesa de la producció de Fritz Lang,Le Testament du Dr. Mabuse. És una història al·lucinant i horrorosa, representada amb gran poder i l'extraordinària bellesa de la fotografia que Lang ha fet esperar els seus admiradors.» A l'estrena hongaresa de la publicació en alemany el 1933, Variety va escriure que la pel·lícula «… certament mostra la influència de les pel·lícules de misteri americanes. La història és molt llarga i fins i tot un director enginyós com Fritz Lang podria no impedeix que sigui més aviat lent en alguns llocs.»
Bosley Crowther va escriure una crítica negativa a The New York Times sobre l'estrena de la pel·lícula el 1943, afirmant que "és una bona pel·lícula antiga, ben interpretada i ben dirigida, però una antiguitat malmesa, no obstant això." A la reedició de 1973, el mateix diari va escriure un comentari positiu ressenya de la pel·lícula, afirmant que "produeix un torrent d'imatges sensacionals que gairebé fan que els principis dels anys setanta semblin mansos" i "Si bé aquest "Mabuse" no té la majoria dels efectes surrealistes i les al·lucinacions enlluernadores que van donar tanta màgia al seu predecessor, és ric en les imatges i els xocs en què Lang va excel·lir."
Alguns anys més tard, Siegfried Kracauer, escrivint a From Caligari to Hitler, acusa la pel·lícula d'"efectes de xoc repetitius [que] tendeixen a neutralitzar-se mútuament, [donant com a resultat] monotonia més que un augment del suspens". Considera que la pel·lícula és inferior a la pel·lícula de 1931 de Lang M. No obstant això, continua descrivint diverses seqüències de la pel·lícula que il·lustren el "'estrany geni de Lang per evocar el terror a partir de les coses més simples'". El capità de policia que destrueix l'organització criminal és un funcionari burocràtic sense color, la "victòria del qual no té significat moral". Si algú del públic de la pel·lícula era conscient d'alguna connexió al·legòrica entre els criminals i els nazis, no hi ha ningú a qui recórrer com a alternativa als nazis. "Com tantes vegades amb Lang", escriu Kracauer, "la llei triomfa i els il·legals brillen. Aquesta pel·lícula antinazi traeix el poder de l'esperit nazi sobre les ments insuficientment equipades per contrarestar la seva peculiar fascinació".
La recepció crítica moderna de la pel·lícula ha estat generalment positiva. El Canal 4 va donar a la pel·lícula una qualificació de quatre estrelles sobre cinc, descrivint la pel·lícula com un "drama criminal sensacional" i "alguns dels diàlegs són maldestres, gran part de l'actuació… és aliena al públic modern… La seqüència final que implica la destrucció d'una gran obra química i una persecució de cotxes per boscos il·luminats estranyament, revolts rodons de forquilla i un pas a nivell tancant és un dels triomfs del cinema primerenc." TV Guide va donar a la pel·lícula una puntuació de cinc estrelles sobre cinc, la qual cosa va acabar amb "una seqüela inquietant i plena de suspens". El crític Leonard Maltin va donar a la pel·lícula tres estrelles i mitja de quatre i la va comparar amb Dr. Mabuse der Spielerr afirmant que és "menys estilitzada però no menys entretinguda". La base de dades online de pel·lícules Allmovie va puntuar la pel·lícula amb quatre estrelles sobre cinc, afirmant que en "barrejar diversos gèneres, com ara drama policial, misteri i terror, Lang va crear una rara imatge híbrida plena de personatges i imatges sorprenents."

### Llegat
Després de l'estrena inicial de la pel·lícula, el productor Seymour Nebenzal va utilitzar escenes de la persecució de cotxes a Das Testament des Dr. Mabuse per la seva pròpia producció de Le roi des Champs-Élysées (1934) amb Buster Keaton. El productor Artur Brauner va citar les pel·lícules del Dr. Mabuse com la raó per la qual va entrar a la indústria cinematogràfica, va assenyalar que va deixar els seus pares enmig de la nit i va tornar després de veure el que va descriure com "la pel·lícula més emocionant que he vist mai". Brauner va comprar més tard els drets del Dr. Mabuse i va contractar Fritz Lang per filmar una seqüela titulada Die 1000 Augen des Dr. Mabuse. La pel·lícula es va estrenar l'any 1960 i va ser l'última pel·lícula de Lang com a director. El 1962, el director Werner Klingler va publicar un remake de Das Testament des Dr. Mabuse.
Brauner va produir altres pel·lícules de Mabuse després de l'estrena de Die 1000 Augen des Dr. Mabuse.
El director Claude Chabrol va identificar Das Testament des Dr. Mabuse com la seva inspiració principal per convertir-se en cineasta. Chabrol va fer la seva pròpia pel·lícula inspirada en Mabuse que es va estrenar el 1990 titulada Dr. M.
La pel·lícula de 2008 El cavaller fosc inclou una versió de The Joker inspirada en Mabuse Al llarg de la pel·lícula, el personatge recita monòlegs que promouen el caos i el desordre que prenen molt en compte el de Mabuse a Das Testament des Dr. Mabuse. EL director Christopher Nolan ha declarat: "Crec que vaig fer que Jonah (el germà de Nolan) mirés Dr. Mabuse de Fritz Lang. abans d'escriure el Joker."

### Mitjans domèstics
Un DVD de Regió 1 de Das Testament des Dr. Mabuse va ser llançat per The Criterion Collection el 18 de maig de 2004. Aquest llançament en DVD consta de dos discos i conté les versions en alemany i en francès de la pel·lícula. El crític de cinema Dave Kehr va escriure que la impressió alemanya és "la versió definitiva".
A la impressió alemanya de la pel·lícula del DVD li falten petites parts de la pel·lícula i té una durada de 121 minuts. Eureka va publicar un DVD de la regió 2 de la pel·lícula! en un box set titulat The Complete Fritz Lang Mabuse Box Set. Aquest conjunt incloïa les altres dues pel·lícules de Mabuse dirigides per Lang Dr. Mabuse der Spieler i Die 1000 Augen des Dr. Mabuse.